# Aymen Barkok
Aymen Barkok (en árabe: أيمن بركوك‎; Frankfurt, Alemania, 21 de mayo de 1998) es un futbolista marroquí. Juega de centrocampista y su equipo es el F. C. Schalke 04 de la 2. Bundesliga alemana.

## Trayectoria
Barkok entró a las inferiores del Eintracht Fráncfort en 2013 proveniente del Kickers Offenbach, y en octubre de 2016 firmó su primer contrato profesional con el club. Debutó profesionalmente el 20 de noviembre de ese año contra el Werder Bremen, como sustituto de Mijat Gaćinović en el minuto 75 del encuentro, y anotó el gol de la victoria de su equipo que ganó por 2-1.
El 19 de mayo de 2018 fue enviado a préstamo al Fortuna Düsseldorf para la temporada 2018-19 de la Bundesliga, cesión que se extendió por un año más en mayo de 2019. Regresó a Fráncfort en julio de 2020.
El 31 de enero de 2022, cinco meses antes de la finalización de su contrato, se hizo oficial su marcha al 1. FSV Maguncia 05 de cara a la temporada 2022-23. Permaneció esa campaña y mitad de la siguiente, ya que en enero de 2024 fue prestado al Hertha Berlín. Volvió a ser cedido un año después, en esta ocasión al F. C. Schalke 04.

## Selección nacional
Nació en Alemania y es descendiente marroquí. Fue internacional en categorías inferiores con la selección de Alemania, aunque en categoría absoluta decidió representar a Marruecos, debutando el 9 de octubre de 2020 en un amistoso ante Senegal que ganaron por 3-1.

## Estadísticas
Actualizado al último partido disputado el 13 de abril de 2025.
| Club                           | Div.          | Temporada     | Liga  | Liga  | Copas nacionales | Copas nacionales | Copas internacionales | Copas internacionales | Total | Total |
| Club                           | Div.          | Temporada     | Part. | Goles | Part.            | Goles            | Part.                 | Goles                 | Part. | Goles |
| ------------------------------ | ------------- | ------------- | ----- | ----- | ---------------- | ---------------- | --------------------- | --------------------- | ----- | ----- |
| Eintracht Fráncfort · Alemania | 1.ª           | 2016-17       | 18    | 2     | 1                | 0                | —                     | —                     | 19    | 2     |
| Eintracht Fráncfort · Alemania | 1.ª           | 2017-18       | 9     | 0     | 1                | 0                | —                     | —                     | 10    | 0     |
| Fortuna Düsseldorf · Alemania  | 1.ª           | 2018-19       | 12    | 0     | 1                | 0                | —                     | —                     | 13    | 0     |
| Fortuna Düsseldorf · Alemania  | 1.ª           | 2019-20       | 3     | 0     | 2                | 0                | —                     | —                     | 5     | 0     |
| Fortuna Düsseldorf · Alemania  | Total club    | Total club    | 15    | 0     | 3                | 0                | 0                     | 0                     | 18    | 0     |
| Eintracht Fráncfort · Alemania | 1.ª           | 2020-21       | 26    | 2     | 2                | 0                | —                     | —                     | 28    | 2     |
| Eintracht Fráncfort · Alemania | 1.ª           | 2021-22       | 5     | 0     | 1                | 0                | 1                     | 0                     | 7     | 0     |
| Eintracht Fráncfort · Alemania | Total club    | Total club    | 58    | 4     | 5                | 0                | 1                     | 0                     | 64    | 4     |
| 1. FSV Maguncia 05 · Alemania  | 1.ª           | 2022-23       | 23    | 0     | 3                | 1                | —                     | —                     | 26    | 1     |
| 1. FSV Maguncia 05 · Alemania  | 1.ª           | 2023-24       | 13    | 1     | 1                | 0                | —                     | —                     | 14    | 1     |
| Hertha Berlín · Alemania       | 2.ª           | 2023-24       | 12    | 1     | 1                | 0                | —                     | —                     | 13    | 1     |
| Hertha Berlín · Alemania       | Total club    | Total club    | 12    | 1     | 1                | 0                | 0                     | 0                     | 13    | 1     |
| 1. FSV Maguncia 05 · Alemania  | 1.ª           | 2024-25       | 4     | 0     | 0                | 0                | —                     | —                     | 4     | 0     |
| 1. FSV Maguncia 05 · Alemania  | Total club    | Total club    | 40    | 1     | 4                | 1                | 0                     | 0                     | 44    | 2     |
| F. C. Schalke 04 · Alemania    | 2.ª           | 2024-25       | 6     | 0     | —                | —                | —                     | —                     | 6     | 0     |
| F. C. Schalke 04 · Alemania    | Total club    | Total club    | 6     | 0     | 0                | 0                | 0                     | 0                     | 6     | 0     |
| Total carrera                  | Total carrera | Total carrera | 131   | 6     | 13               | 1                | 1                     | 0                     | 145   | 7     |
| 1. 2.                          |               |               |       |       |                  |                  |                       |                       |       |       |

## Palmarés

### Títulos nacionales
| Título           | Club                | País     | Año     |
| ---------------- | ------------------- | -------- | ------- |
| Copa de Alemania | Eintracht Fráncfort | Alemania | 2017-18 |

### Títulos internacionales
| Título                 | Club                | Sede    | Año     |
| ---------------------- | ------------------- | ------- | ------- |
| Liga Europa de la UEFA | Eintracht Fráncfort | Sevilla | 2021-22 |